# Tha Carter II
Tha Carter II es el quinto álbum de estudio del rapero estadounidense Lil Wayne, estrenado el 6 de diciembre de 2005 por Cash Money Records y Universal Records. El álbum ha vendido más de 2.1 millones de copias en los Estados Unidos.

## Recepción

### Recepción de los críticos
Desde su lanzamiento, el álbum recibió reseñas generalmente positivas de los críticos, con muchos de ellos elogiando las letras y el crecimiento artístico demostrado por Wayne.

## Lista de canciones
| N.º   | Título                       | Escritor(es)                                                           | Productor(es)               | Duración |  |
| 1.    | «Tha Mobb»                   | Dwayne Carter, Jr., Gregory Green, Sean Thomas, Wilson Turbinton       | The Heatmakerz              | 5:20     |  |
| 2.    | «Fly In»                     | Carter, Tristan Jones, Bryan Williams                                  | T-Mix, Batman               | 2:27     |  |
| 3.    | «Money On My Mind»           | Carter, Andrew Harr, Jermaine Jackson, Johnny Mollings, Lenny Mollings | The Runners, DJ Nasty & LVM | 4:31     |  |
| 4.    | «Fireman»                    | Carter, Bigram Zayas, Matthew Arthur DelGiorno                         | Develop, Filthy (co.)       | 4:23     |  |
| 5.    | «Mo Fire»                    | Carter, Ronald Ferebee, Jr.                                            | Young Yonny                 | 3:23     |  |
| 6.    | «On Tha Block #1» (sketch)   |                                                                        |                             | 0:38     |  |
| 7.    | «Best Rapper Alive»          | Carter, Derrick Baker, Steve Harris                                    | Bigg D                      | 4:53     |  |
| 8.    | «Lock And Load» (con Kurupt) | Carter, Jones, Williams                                                | T-Mix, Batman               | 4:46     |  |
| 9.    | «Oh No»                      | Carter, Ferebee, W. Matlock                                            | Young Yonny, Matlock (co.)  | 3:11     |  |
| 10.   | «Grown Man» (con Curren$y)   | Carter, Jones, Williams, Shante Franklin, Paul Harden                  | T-Mix, Batman               | 4:06     |  |
| 11.   | «On Tha Block #2» (sketch)   |                                                                        |                             | 0:25     |  |
| 12.   | «Hit Em Up»                  | Carter, Zayas, DelGiorno                                               | Develop, Filthy (co.)       | 4:07     |  |
| 13.   | «Carter II»                  | Carter, Jones, Williams                                                | T-Mix, Batman               | 2:24     |  |
| 14.   | «Hustler Musik»              | Carter, Jones, Williams                                                | T-Mix, Batman               | 5:03     |  |
| 15.   | «Receipt»                    | Carter, Green, Thomas, O'Kelly Isley, Jr., Ronald Isley                | The Heatmakerz              | 3:48     |  |
| 16.   | «Shooter» (con Robin Thicke) | Carter, Robin Thicke, Robert Daniels, James Gass, Robert Keyes         | Robin Thicke                | 4:35     |  |
| 17.   | «Weezy Baby» (con Nikki)     | Carter, Darius Harrison                                                | Deezle                      | 4:18     |  |
| 18.   | «On Tha Block #3» (sketch)   |                                                                        |                             | 0:13     |  |
| 19.   | «I'm a D-Boy» (con Birdman)  | Carter, Jones, Williams, Eric Barrier, William Griffin, Jr.            | T-Mix, Batman               | 4:00     |  |
| 20.   | «Feel Me»                    | Carter, Zayas, DelGiorno                                               | Develop, Filthy (co.)       | 3:48     |  |
| 21.   | «Get Over» (con Nikki)       | Carter, Andre Lyon, Marcello Valenzano, Phil Hurtt, Walter Sigler      | Cool & Dre                  | 4:42     |  |
| 22.   | «Fly Out»                    | Carter, Jones, Williams                                                | T-Mix, Batman               | 2:25     |  |
| 77:22 |                              |                                                                        |                             |          |  |

## Listas

### Listas semanales
| Lista (2005)                          | Posición máxima |
| ------------------------------------- | --------------- |
| Estados Unidos Billboard 200          | 2               |
| Estados Unidos Top R&B/Hip-Hop Albums | 1               |
| Estados Unidos Rap Albums             | 1               |

### Listas de fin de año
| Lista (2006)                          | Posición |
| ------------------------------------- | -------- |
| Estados Unidos Billboard 200          | 47       |
| Estados Unidos Top R&B/Hip-Hop Albums | 6        |
| Estados Unidos Rap Albums             | 2        |